# 憤怒旅
愤怒旅（英語：The Angry Brigade）是英国历史上的一个极左翼恐怖组织，1970年—1972年在英格兰策劃了一系列的爆炸案。他们常使用小型炸弹，並以银行、大使馆、 BBC外播车和保守党议员为目标。
警方总共将25起爆炸事件归咎于愤怒旅。爆炸事件造成主要是财产损失。愤怒旅最後共有八人被，因此被称为斯托克纽因顿八人组(Stoke Newington Eight)，最後其中四人被无罪释放。另外四人约翰·巴克、希拉里·克里克、安娜·门德尔松和吉姆·格林菲尔德因被判决被判有罪，被判处十年徒刑。在 2014 年的一次采访中，巴克将审判描述为具有政治性的，但承认「他们陷害了一个有罪的人」。

## 歷史

### 起源
1968 年中期，伦敦爆发了在美国大使馆为中心的大型示威活动，抗議越南战争。这些示威的组织者之一塔里克·阿里说，某个代表愤怒旅的人接觸他，希望聯手炸大使馆。阿里告诉他们这是一个糟糕的計劃，最後沒有爆炸案發生。

### 1970年代
為最大限度地提高媒体曝光率，但同时也希望将附带损害降至最低，因此愤怒旅决定用小炸弹发起一系列爆炸案。这场运动始于1970年8月，并持续了一年，直到成員在次年夏天被捕。他們的目标包括银行、大使馆、BBC广播车辆，以及保守党议员的住所。警方总共将25起爆炸事件归咎于愤怒旅。爆炸事件主要是造成财产损失及一人受轻伤。

### 憤怒旅在1980年代重現
在1980年代，憤怒旅重新浮出水面，成立憤怒旅抵抗運動，是愛爾蘭共和社會主義運動的一部分。

### 引用
1. ↑  Campbell, Duncan. . The Guardian. 3 June 2014  [14 November 2019]. ISSN 0261-3077. （原始内容存档于2022-05-30） （英国英语）.
2. ↑  Horspool 2009，第385, 386頁.
3. ↑  Horspool 2009，第385,386頁.
4. ↑  .   [26 November 2016]. （原始内容存档于2021-12-09）.
5. ↑  .   [23 September 2013]. （原始内容存档于10 October 2012）.

### 书目
- Horspool, David. . . London: Viking. 2009: 384–386. ISBN 978-0-670-91619-1.